# COMICぎゅっと!
『COMICぎゅっと!』 （コミックぎゅっと）は、平和出版がかつて発行していた萌え系4コマ誌（4コマ漫画専門雑誌）。キャッチコピーはぷにぷに萌えたい四齣コミック。第3号で休刊（実質廃刊）となった。B5判、平綴じ、定価450円（税込）。
芳文社系の作家に加え、新人作家による連載も多数みられ、なかでも、本誌で商業誌デビューしたきゆづきさとこ・なかま亜咲を発掘した点が評価される。

## 歴史
- 2004年7月23日 - 第1号（2004年9月号）発売。31作品・224ページ。
  - 同年7月25日に K-BOOKS 秋葉原新館にて、きゆづき、新条るる、むきゅう☆による創刊記念サイン会開催。
  - 巻末のインデックスの下には、「企画アドバイス」としてアニメイト、K-BOOKS、とらのあな、ブロッコリー、メロンブックス、わんだーらんどなどが列挙されていた。
- 2004年8月23日- 第2号（2004年10月号）発売。30作品・224ページ。
- 2004年12月9日 - 第3号（2005年1月号）発売。20作品・150ページ。
  - 第2号では同年10月23日発売と予告されていた。
  - 次号予告がなかったことから、発売時点で事実上休刊が決定していたとみられる。

## 特徴・内容の傾向
連載陣は、荒井チェリー、藤凪かおる、湖西晶、かがみふみを、桜田ラブ（本誌では別名で連載）など、芳文社系の作家が多い。
本誌でデビューし、人気となったきゆづき（きゆづきさとこ）の『GA 芸術科アートデザインクラス』となかま亜咲の『火星ロボ大決戦!』は、休刊後まんがタイムきららキャラット（芳文社）に引き継ぐ形で連載している。また本誌でデビューした後、他社刊の4コマ誌で別作品を発表して活躍している作家に野広実由が居る。
本誌が創刊された時期は、まんがタイムきららMAX（芳文社）、もえよん（双葉社。のち休刊）など、萌え系4コマ誌の新創刊ラッシュだったが、同時期に創刊した4コマ誌の中からは結局、芳文社系のみが生き残ったことになる。

## 連載されていた作品
- GA 芸術科アートデザインクラス （きゆづき）1 - 3号
- 神様お願い! （むきゅう☆）1 - 3号
- マジックナンバー（荒井チェリー）1 - 3号
- まりのんくらす（高雄右京）1 - 3号
- みつ☆たまご（藤凪かおる）1、2号
- ふらんちゅ! （湖西晶）1号
- Mermaid's（新条るる）1 - 3号
- ぽんきゅ! （野原すずかけ（1、2話）、野広実由（3話））1 - 3号
- cafe after school（ゴハ）1、2号
- 賢者の休日（須田さぎり）1、2号
- 冥土のメイド（ほしのえみこ）1 - 3号
- ぽなぺてぃ! （まつやま登）1 - 3号
- まなのば（しまだわかば）1 - 3号
- ムーンライトサテライトセレナーデ（かがみふみを）1号
- まいぺーす（かがみふみを）2号
- ゆきの日（かがみふみを）3号
- 火星ロボ大決戦! （なかま亜咲）1 - 3号
- おいでませ! 特急神社（流瀬剛）1、2号
- サプリ式（神楽つな）1 - 3号
- ウサミぶっくす（高藤あゆみ）1 - 3号
- りりかる☆ストロベリー（愛田さくら（桜田ラブの別名義））1、2号
- フリーズしないで（猫戦車マリィ）1、2号
- カヘライフ (Sailen) 1、2号
- グッデイピザにようこそ! （ユヅキハルカ）1 - 3号
- アヒル返し!! （ランツクネヒト）1、2号
- 小学5年生（ニュー沼謙治）1 - 3号
- ぴりおね (ONION) 1、2号
- ねこびより（春日美歩）1 - 3号
- ギュテルン姉妹! （相羽侑也）1、2号
- あへいも（よもぎ）1号
- Qロード（天童まくら）1、2号
- あひるま（森しんじ）1、2号
- たしなみで萌えてんじゃないの!? （九尾たかこ）1、2号
- ジャリズムヒロイン（くすみんと）2、3号
- ダブルフォールト（葉月みどり）3号
- LOVELY DUET（岡田敦志）3号

## 表紙
- 神様お願い! （むきゅう☆／創刊号、2号）
- GA 芸術科アートデザインクラス （きゆづき／3号）

## 同人誌
休刊後、荒井チェリー、湖西晶、須田さぎり、藤凪かおるの連載作家有志によりでぎゃっと!と題する同人誌が2005年4月に発刊され、本誌で連載されていた漫画の新作が掲載された。その旨のアナウンスは、各作家のホームページ上などで行われた。